# Jörg Rüddenklau
Jörg Rüddenklau (* 13. September 1973) ist ein deutscher Politiker (SPD) und seit März 2024 Bürgermeister der südhessischen Stadt Groß-Gerau.

## Person
Rüddenklau kam 1980 nach Groß-Gerau und wuchs im Stadtteil Auf Esch auf. Nach seinem Abitur an der Prälat-Diehl-Schule schloss er eine kaufmännische Ausbildung ab. Anschließend studierte er an der Johannes Gutenberg-Universität Mainz Volkswirtschaftslehre. Er leitete fast 20 Jahre lang ein Unternehmen für Veranstaltungstechnik. Nach seiner Selbstständigkeit wurde er zuerst Einkaufsleiter und dann Global Director of Quality and Regulations (Qualitätsmanager) eines mittelständischen Unternehmens. Von 2014 bis 2024 war er Wehrführer der Einsatzabteilung der Freiwilligen Feuerwehr Groß-Gerau und insgesamt mehr als 30 Jahre engagiert als ehrenamtlicher Feuerwehrmann. Rüddenklau ist verheiratet und Vater von 2 Töchtern.

## Politik
Am 28. Januar 2023 wurde Rüddenklau zum Bürgermeisterkandidaten der SPD für die Bürgermeisterwahl am 8. Oktober 2023 in Groß-Gerau ausgewählt. Als Bürgermeisterkandidat für die Bürgermeisterwahl in Groß-Gerau erhielt er im 1. Wahlgang 36,44 %. In der Stichwahl gewann Jörg Rüddenklau mit 52,3 %. Damit setzte er sich gegen die Kandidatin Monika Freitagsmüller (Freie Wähler) durch, welche bei der Stichwahl 47,7 % der Stimmen erhielt. Seine Amtseinführung als Bürgermeister fand am 15. Februar 2024 im Rahmen einer Sondersitzung der Stadtverordnetenversammlung statt. Sein Amt trat er am 19. März 2024 an.
Rüddenklau ist seit 2023 stellvertretender Vorsitzender der SPD Unterbezirk Groß-Gerau.